# گادانی
گادانی (به مجاری:  Gadány) یک منطقهٔ مسکونی در مجارستان است که در ناحیه مارتسالی واقع شده‌است. گادانی ۲۱٫۵۴ کیلومتر مربع مساحت و ۳۰۸ نفر جمعیت دارد.